# Parque del estado Sumidouro
Parque del estado Sumidouro (portugués: Parque Estadual do Sumidouro) es un parque estatal en el estado de Minas Gerais, Brasil. Los restos de los primeros habitantes humanos de Brasil fueron encontrados en la zona del parque a principios del siglo XIX, junto con huesos de megafauna ya extinta. La principal atracción es la Gruta da Lapinha, una gran cueva de piedra caliza.

## Ubicación
El Parque del estado Sumidouro se encuentra en los municipios de Lagoa Santa (56%) y Pedro Leopoldo (44%) al norte del área metropolitana de Belo Horizonte, Minas Gerais. Está a 50 kilómetros de Belo Horizonte. El parque se encuentra en el Área de Protección Ambiental federal Carste de Lagoa Santa. Tiene una superficie de 2004 hectáreas. La unidad recibió el nombre de su laguna, Sumidouro ("sumidero"). La laguna está drenada por una red de galerías por las que el agua penetra en el subsuelo de la cuenca calcárea.

## Historia

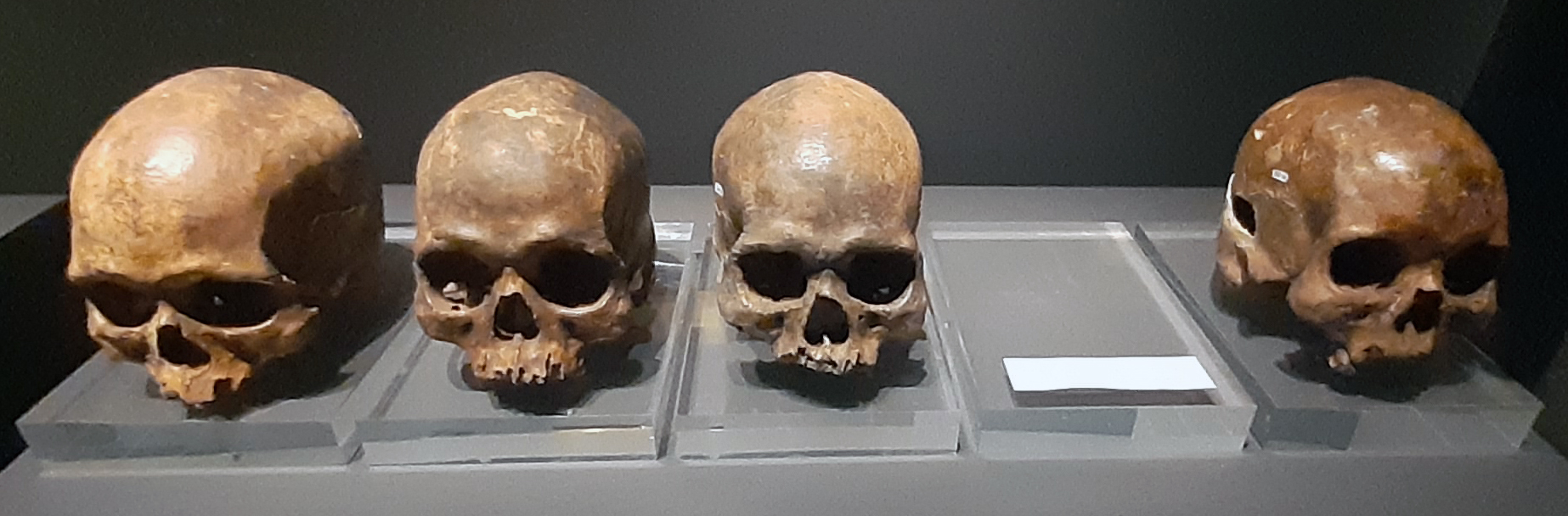
Cráneos de Lagoa Santa recogidos por Peter Wilhelm Lund

El naturalista danés Peter Wilhelm Lund realizó investigaciones en la zona que hoy ocupa el parque en la primera mitad del siglo XIX. Encontró restos del Hombre de Lagoa Santa, los primeros habitantes de Brasil, junto a la megafauna extinguida. Esta coexistencia del hombre con especies extinguidas fue citada por Charles Darwin en El origen de las especies. El esqueleto de "Luzia" hallado en Lagoa Santa en la década de 1970 fue fechado hace 11500 años, lo que cambió la visión de cuándo había sido ocupado el continente. Hay rastros de personas de la Edad de Piedra que vivían fuera de las cuevas en lo que puede ser el yacimiento al aire libre más antiguo de los paleoindios.
El Parque del estado Sumidouro fue creado por el gobernador del estado, Francelino Pereira, mediante el decreto 20375 del 3 de enero de 1980. Originalmente se llamaba Parque Ecológico del Valle del Sumidouro (Idioma portugués|portugués]]: Parque Ecológico do Vale do Sumidouro. Poco se hizo para poner en marcha el parque hasta 2006, cuando se dispuso de fondos de compensación ambiental de la línea verde entre Belo Horizonte y el Aeropuerto Internacional Tancredo Neves de Confins.
En octubre de 2007 se informó de que el Parque Estatal del Sumidouro se encontraba en la fase final de implementación, y desde agosto de 2007 tenía una sede temporal en la Casa Fernão Dias. El Instituto Forestal del Estado (IEF) debía adquirir 350 hectáreas (860 acres) antes de finales de año e iniciar la construcción de un centro de visitantes, una casa para el gestor y una estructura administrativa, y el objetivo era completar la implantación a finales de 2008. El IEF también estaba registrando a los propietarios que vivían en el parque y comprobando su documentación para poder calcular la indemnización por expropiación. El consejo consultivo celebró su primera reunión en octubre de 2007 tras una ceremonia de inauguración en la Gruta da Lapinha a la que asistieron concejales y representantes de la comunidad local.
El Decreto 44935 de 3 de noviembre de 2008 amplió la superficie del parque. La Ley 19998 de 29 de diciembre de 2011 definió los límites. Es una unidad de conservación totalmente protegida con los objetivos de promover la preservación del medio ambiente y el patrimonio cultural, al tiempo que apoya la investigación, la conservación, la educación ambiental y el turismo. Un estudio publicado en 2013 indicaba que la población local estaba insatisfecha con la forma de gestionar el parque. Los residentes dijeron que no se les había consultado en el proceso de creación del parque, que no veían la necesidad de tantas normas y que si tuvieran más información podrían ayudar a mantener el patrimonio natural y a la vez disfrutarlo como en el pasado.

## Medio ambiente

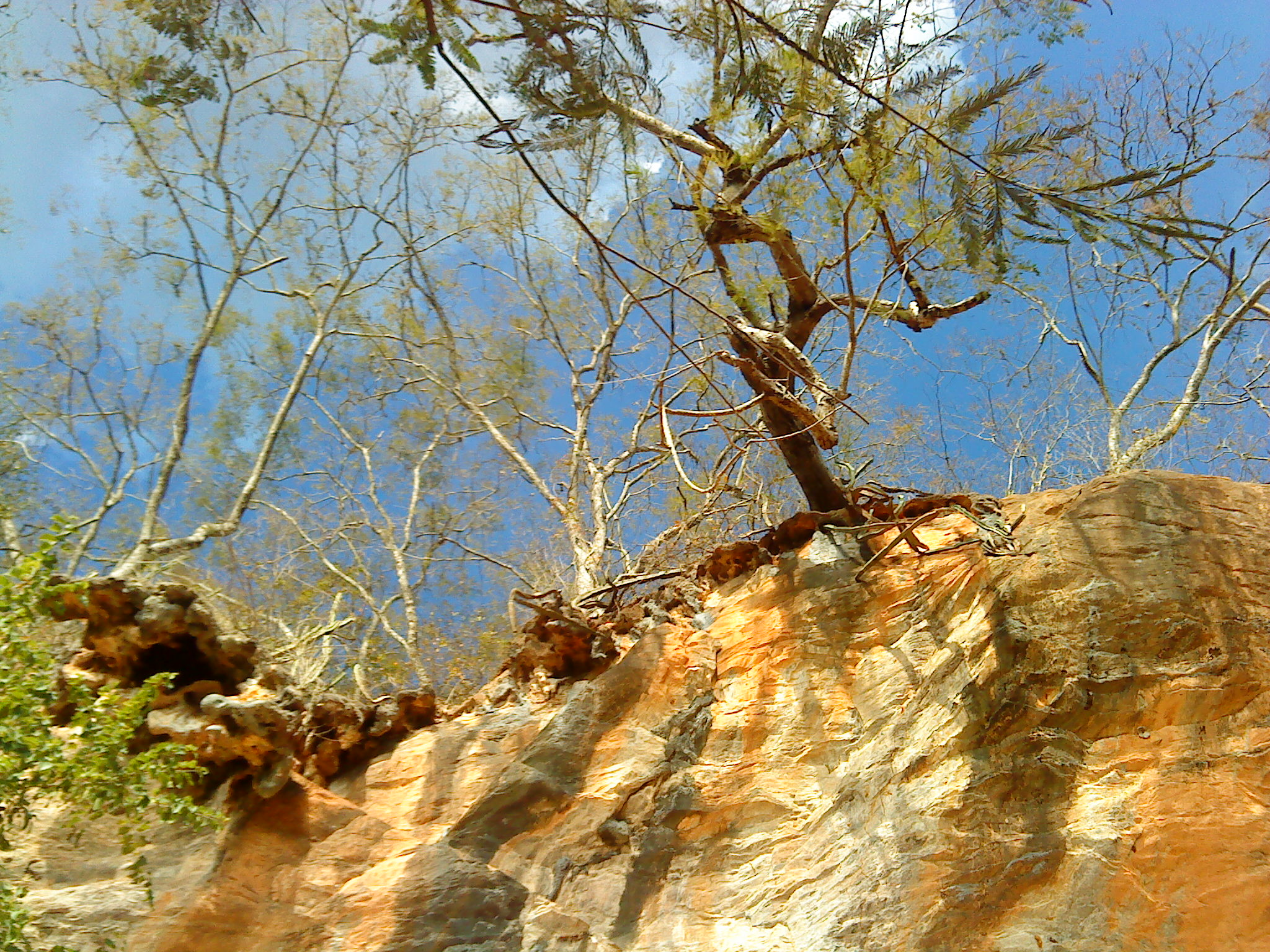
Árbol que crece en un acantilado del parque

El parque se encuentra en una zona de formaciones rocosas carbonatadas, con manantiales, sumideros y cuevas ricas en espeleotemas. El clima es tropical húmedo, con veranos lluviosos en los que hay periodos de inundación e inviernos secos. La flora incluye especies de los biomas del Cerrado y de la Mata atlántica.
La vegetación incluye bosque de galería, cerrado y praderas rocosas. La flora incluye ipê-amarelo, ipê-roxo, moreira, aroeirinha, jatobá-do-campo, gabiroba, manjoba, mutamba y faveiro. El parque se encuentra en la zona de transición del cerrado al bosque atlántico, y también tiene bosque seco. En el cerrado, en las regiones noreste y este de la laguna del Sumidouro, predominan los árboles de 5 a 8 metros de altura. Entre ellos se encuentran el pequi, el pau-terra, la cagaita, el tingui y la sucupira.
En las zonas calcáreas predominan los árboles de hoja caduca, que alcanzan unos 20 metros de altura. Entre ellos se encuentran la aroeira, la gameleira, el angico, el cedro, el catiguá, el embiruçu, la paineira y la maria-pobre. También hay especies típicas de la caatinga, como los cactos mandacaru y figo-da-barbária, y arbustos como la pimentinha-do-mato. En los alrededores de la Gruta da Lapinha predominan los árboles semicaducifolios, que pierden la mitad de las hojas en la estación seca y alcanzan de 15 a 20 metros. Entre ellos se encuentran el angico-vermelho, el angico-branco, el jequitibá-branco y la paineira. El bosque original ha sido dañado por el hombre, causando el empobrecimiento del suelo y la invasión de especies de cerrado. El plan de gestión del parque incluye la restauración de algunas zonas.
Hay 13 especies de mamíferos, incluidos marsupiales y roedores, y 13 especies de murciélagos. Hay una gran población de murciélagos debido a las numerosas cuevas que hay en la zona del parque. La fauna incluye el jaguar (Panthera onca), el puma (Puma concolor), la corzuela gris (Mazama gouazoubira), la tayra (Eira barbara), los coatíes, el zorro cangrejero (Cerdocyon thous), el tití de penacho negro (Callithrix penicillata), la zarigüeya gris de cuatro ojos (Philander opossum) zarigüeyas, ardilla brasileña (Sciurus aestuans), rata de agua sudamericana (Nectomys squamipes), capibara (Hydrochoerus hydrochaeris) pacas, agutí común, cuy brasileño (Cavia aperea) y tapeti (Sylvilagus brasiliensis). Entre los anfibios destacan la pererequinha-de-banheiro, la rãzinha, el rã-cachorro, la rã-manteiga, la rã-assobiadeira, el sapo-cururu, el sapo-cururuzinho y el sapo-bororó.
Se han registrado 132 especies de aves. Entre ellas se encuentran el zampullín común (Podilymbus podiceps), el cormorán neotropical (Phalacrocorax brasilianus), la garceta nívea (Egretta thula), el pato silbador (Dendrocygna autumnalis), la avefría (Vanellus chilensis), la garza silbadora (Syrigma sibilatrix), la cigüeñuela (Himantopus mexicanus) y el águila pescadora (Pandion haliaetus).

## Instalaciones

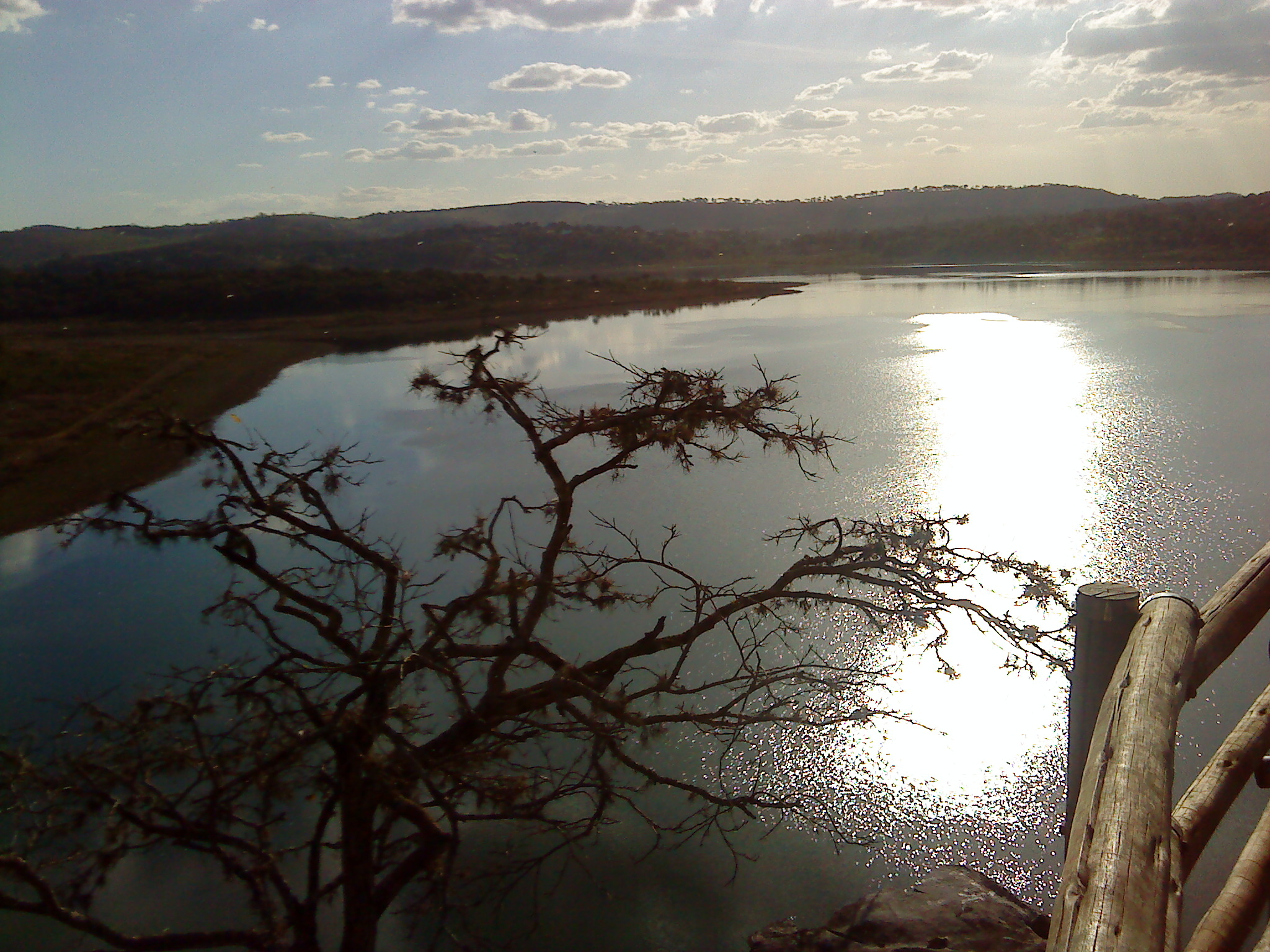
Lago de Sumidouro

El parque tiene dos bases de visitantes, una con el Museo Peter Lund y la Gruta de Lapinha, y la otra con la Casa Fernão Dias. Hay alojamiento para investigadores y un centro de investigación. La entrada al museo, a los senderos y a la gruta, que sólo puede visitarse con un guía registrado, es de pago. El parque está más concurrido en julio y agosto.
El centro de visitantes cuenta con baños y un bar. En Lagoa Santa también hay restaurantes, tiendas y hoteles. Todas las visitas deben estar programadas y acompañadas por un guía. Hay paredes rocosas de 550 a 750 metros de altura cerca del Museo Peter Lund que pueden ser escaladas por escaladores experimentados que lleven su propio equipo.

### Exposiciones
El Museo Peter Lund fue inaugurado el 21 de septiembre de 2012. Cuenta con una zona de exposición con 80 fósiles procedentes del Museo de Historia Natural de Dinamarca. Hay una zona con exposiciones que explican la importancia histórica y cultural del karst de Lagoa Santa. También hay una sala polivalente y dos salas con exposiciones sobre el parque y los planes de gestión espeleológica.
La Casa Fernão Dias se encuentra fuera del parque propiamente dicho, en el barrio Quinta do Sumidouro de Pedro Leopoldo. Está catalogada por el Instituto Estatal de Patrimonio Histórico y Artístico (IEPHA) como monumento del patrimonio cultural. Las exposiciones cuentan la historia de Fernão Dias, un bandeirante que pasó varios años en la región con sus seguidores en busca de oro y piedras preciosas. La casa contiene un anexo donde trabaja el personal administrativo.

### Gruta da Lapinha
La Gruta da Lapinha es una cueva dentro de un macizo calcáreo formado hace unos 600 millones de años en el lecho del mar que antaño cubría toda la región. La gran sala creada donde se disolvió la caliza tiene 511 metros de longitud y 40 metros de profundidad. Contiene hermosos espeleotemas, que se iluminan con diodos emisores de luz (LED) para no generar demasiado calor.

### Sendas

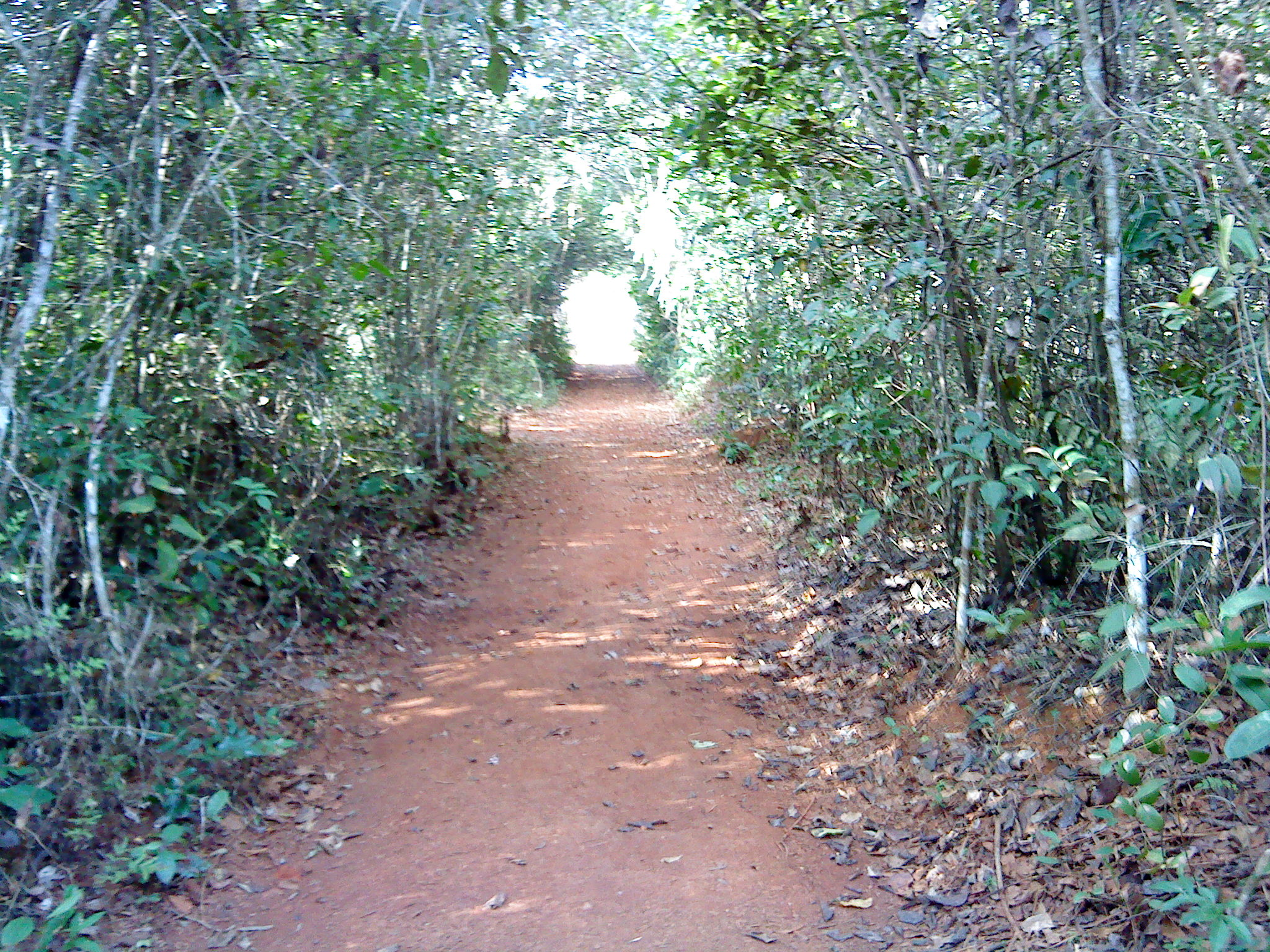
Senda entre la vegetación típica del parque

Las sendas sólo se pueden visitar los fines de semana. Durante la temporada de lluvias, en noviembre y diciembre, las sendas pueden estar cerradas en función de las condiciones meteorológicas.
El circuito de la Lapinha es un sendero interpretativo de entre 40 y 60 minutos de duración que comienza en la entrada de la Gruta da Lapinha y recorre la ladera del macizo calcáreo. El sendero permite a los visitantes ver características del relieve kárstico y la flora típica del cerrado. Pasa por la cueva de Macumba, que muestra aspectos de los cambios geológicos y climáticos de la región. El recorrido es de dificultad fácil a media, con algunas escaleras y ligeros desniveles. Debe programarse con antelación.
El sendero de Sumidouro, de 90 minutos de duración, comienza en la Casa Fernão Dias y pasa por el hito histórico "Cruz do Pai Mané". Lleva a la glorieta de la laguna de Sumidouro, que ofrece una vista de la región circundante, y luego a la Gruta do Sumidouro (Cueva de Sumidouro), que tiene pinturas rupestres de miles de años de antigüedad. La Gruta do Sumidouro es el lugar donde Peter Lund encontró huesos humanos mezclados con huesos de megafauna extinguida, y extrajo unos 30 cráneos del "Hombre de Lagoa Santa". El sendero vuelve a la Casa Fernão Dias por la orilla del lago Sumidouro. El sendero es de dificultad media y debe programarse con antelación.
El sendero de la Travessia, de 3 horas y 30 minutos de duración, parte de la Gruta da Lapinha y atraviesa el parque hasta llegar al lago del Sumidouro. Algunos tramos son a través de bosques y otros a través de praderas abiertas, y hay que escalar un poco. A lo largo de la senda hay vistas panorámicas de la región y puntos de interés como el Cruzeiro Histórico, el Vinhático, el mirador del Sumidouro y la cueva del Sumidouro con sus pinturas rupestres. El sendero es de dificultad media y debe programarse con antelación.